# Kanton Marsanne
Der Kanton Marsanne war bis 2015 ein französischer Wahlkreis im Arrondissement Nyons, im Département Drôme und in der Region Rhône-Alpes; sein Hauptort war Marsanne.
Der Kanton Marsanne hatte 15 Gemeinden mit 13.073 Einwohnern (Stand: 2012). Die Fläche betrug 182,69 km².

## Gemeinden
| Gemeinde                  | Einwohner | Fläche in ha |
| ------------------------- | --------- | ------------ |
| Bonlieu-sur-Roubion       | 378       | 605          |
| Charols                   | 501       | 731          |
| Cléon-d’Andran            | 800       | 1025         |
| Condillac                 | 133       | 957          |
| La Bâtie-Rolland          | 814       | 833          |
| La Coucourde              | 749       | 1115         |
| La Laupie                 | 588       | 968          |
| Les Tourrettes            | 763       | 734          |
| Manas                     | 134       | 191          |
| Marsanne                  | 998       | 3429         |
| Roynac                    | 415       | 1706         |
| Saint-Gervais-sur-Roubion | 728       | 1457         |
| Saint-Marcel-lès-Sauzet   | 1104      | 398          |
| Sauzet                    | 1673      | 1919         |
| Savasse                   | 1093      | 2201         |